# Carex ulobasis
Carex ulobasis är en halvgräsart som beskrevs av V.I. Kreczetowicz. Carex ulobasis ingår i släktet starrar, och familjen halvgräs. Inga underarter finns listade i Catalogue of Life.